# Weinberg (Gunzenhausen)
Weinberg ([ˈvaɪ̯nˌbɛʁk] ) ist ein Gemeindeteil der Stadt Gunzenhausen im Landkreis Weißenburg-Gunzenhausen (Mittelfranken, Bayern). Weinberg liegt in der Gemarkung Gunzenhausen.

## Lage
Der ehemalige Weiler liegt am linken, südseitigen Talhang der Altmühl südöstlich der Altstadt Gunzenhausens zwischen dem Reutberg im Norden und dem Gunzenhäuser Gemeindeteil Oberasbach.

## Geschichte
Der Ortsname bedeutet „(Gut/Siedlung am) Weinberg(lein)“. Die ehemalige Einöde „Weinberg“ geht wohl auf das 18. Jahrhundert zurück. Am Ende des Heiligen Römischen Reichs bestand hier als Freieigen ein Weinbergskeller, der zeitweilig bewohnt war, vogteimäßig dem Rat der Stadt Gunzenhausen und steuermäßig dem markgräflichen, seit 1792 preußischen Kastenamt Gunzenhausen unterstand. 1806 wurde die Einöde mit Gunzenhausen bayerisch. In einer Beschreibung des Rezatkreises von 1832 wird die Ansiedlung beschrieben als „Weinberg, Einöde mit 4 E[inwohnern], unweit Gunzenhausen, in welchen Ldg. [Landgericht; seit 1808] und Pfr.[Pfarrei]Bezirk sie gehört.“ Eine Beschreibung von 1867 besagt, dass die Einöde aus zwei Gebäuden besteht, die von elf (konfessionell gemischten) Einwohnern bewohnt werden. 1950 wurden 21 Einwohner in vier, 1961 18 Einwohner in drei Wohngebäuden festgestellt. Heute ist die Weinberg-Flur dicht übersiedelt; die Wohngegend ist über die Weinbergstraße und  die Paracelsusstraße, die von der Theodor-Heuss-Straße abzweigen, zu erreichen.